# Махо шоџо
Махо шоџо (јап. 魔法少女,  – прим. прев. „Магична девојчица“) је поджанр фантастике који обухвата јапанске стрипове, анимације, лајт романе и игране филмове у којима су фокус приче девојчице које путем трансфомрације добијају магичне способности.
Жанр је настао 1962. године објављивањем манге Himitsu no Akko-chan.‍:8  Аниме адаптацију је урадио Тоеј, студио који је током те деценије прозивео многе серије овог типа и популаризовао жанр, тада познат као маџоко (јап. 魔女っ子, majokko – прим. прев. „Мала вештица“). Име је промењено током осамдесетих.‍:6
Концепт „трансформисања“ уведен је деведесетих година, популаризацијом серије Sailor Moon која је идеју позајмила од јапанских играних филмова и ТВ драма (јап. 特撮, tokusatsu).‍:8 Жанр је уласком у 21. век почео да прозиводи зрелије наслове, повећавајући тако своју демографију.

## Карактеристике
Серије овог жанра се углавном баве традиционално женственим темама, фокусирајући се на романсу и пријатељство. Протагонисте оваквих прича су већински девојчице или тинејџерке, које трансформисањем постају моћне суперјунакиње, често зрелијег изгледа. Трансформације се врше помоћу магичних предмета који могу бити различитих облика (кутијица за пудер, даире, оловка и др.). Романсе су испрва искључиво биле између ликова супротног пола, али популаризацијом серија као што су Puella Magi Madoka Magica, уведене су и истополне везе. Такође, популаризацијом Sailor Moon-a, фокус је прешао са романтичних веза на пријатељску љубав.